# لوس ألتوس هيلس (كاليفورنيا)
لوس ألتوس هيلس (بالإنجليزية: Los Altos Hills)‏ هي إحدى مدن مقاطعة سانتا كلارا، كاليفورنيا. تم إعطاءها لقب مدينة في 27 يناير، 1956.

## أعلام
- كال روسي
- يوجين كلاينر
- برنارد إم. أوليفر
- ماكس ثيريوت

## الموقع الجغرافي
الموقع الجغرافي للمناطق المحيطة بهذه النقطة هو كالتالي: